# کاخ‌های امپراتوری سلسله‌های مینگ و چینگ در پکن و شن یانگ
کاخ‌های سلطنتی سلسله‌های مینگ و چینگ در شهرهای پکن و شنیانگ ممکن است به موارد زیر اشاره داشته باشند:
- شهر ممنوعه در پکن
- کاخ موکدن در شنیانگ